# 和村康市
和村 康市（かずむら こういち、1960年6月8日 - ）は、日本の男性声優。東京都出身。

## 人物
日本ナレーション演技研究所卒業。
以前は賢プロダクションに所属していた。

## 出演作品

### ドラマCD
- むか〜し、昔話シリーズvol.1

### ナレーション
- NNNきょうの出来事（日本テレビ）
  - 〜医療界に物申す医師たち〜
  - 〜都心の廃校騒動〜
  - 〜ホームレスの保証人〜
- 特捜最前線〜難病なんかに負けない。母と子の50日〜（日本テレビ）
- 木曜SP〜サッチーが決める芸能界夫婦ラブラブ大賞〜（フジテレビ）
- 菅野美穂・千秋の京美人修行予告（テレビ朝日）
- 小堺一機・中村玉緒の芸能界最大の事件（テレビ朝日）
- 夢大国
- 日本のお魚料理の旅
- ソルトの達人
- 松岡・角のプロ野球と釣りの珍道中
- 東京電力
- デアゴスティーニ
- 横浜信用金庫

### OVA
- 銀河英雄伝説（1991年） - ウッティ[1]、ブクステフーデ
- スケバン刑事（1991年） - 四天王[1]

### 劇場アニメ
- 戦争が終わった夏に（1990年） - 中田[1]

### 一般ゲーム
- じゃんぐリズム（1998年、牛魔王、記者C）
- Code R（1998年、坂本昭二）
- エンドセクター（1998年、ロビー＆チャペック、ザノン、デッキマスターモンスター）
- 麻雀飛竜伝説 天牌（2003年）- 津神元
- イースV -Lost Kefin, Kingdom of Sand-（2006年、ドーマン）

### アダルトゲーム
- 美しき獲物たちの学園（1998年）

### 吹き替え
- トラブルバスター
- X-file
- ザ・プラクティス

### 特撮
- ウルトラマンティガ